# Gowa (Indonesië)
Gowa is een regentschap in de provincie Zuid-Sulawesi. Het westelijke gedeelte van het regentschap is onderdeel van de stadsregio van Makassar (Mamminasata). Het oostelijke gedeelte is bergachtig, en hier ligt onder andere het dorp Malino.

## Bevolking
Bij de laatste volkstelling in 2010 had het regentschap een bevolkingsaantal van 652.329. Bijna de gehele bevolking is moslim (zo'n 99,5%).